# 6637 Inoue
6637 Inoue eller 1988 XZ är en asteroid i huvudbältet som upptäcktes den 3 december 1988 av de båda japanska astronomerna Kazuro Watanabe och Kin Endate vid Kitami-observatoriet. Den är uppkallad efter den japanske astronomen Keisuke Inoue.
Asteroiden har en diameter på ungefär 5 kilometer.